# دمیرچی (صدرک)
دمیرچی (به لاتین: Dəmirçi) یک منطقه مسکونی در جمهوری آذربایجان است که در شهرستان صدرک واقع شده است. دمیرچی ۵۰۹۲ نفر جمعیت دارد.